# سیارک ۲۶۲۴
سیارک ۲۶۲۴ (به انگلیسی: 2624 Samitchell، نامگذاری:1962RE) دو هزار و ششصد و بیست و چهارمین سیارک کشف شده‌است که در ۷ سپتامبر ۱۹۶۲ کشف شد.
قدر مطلق سیارک برابر ۱۰٫۷۰ است.